# Frank Van Dun
Frank Van Dun (nacido 22 de febrero de 1947) es un filósofo del Derecho belga de origen flamenco, y un teórico del derecho natural libertario. Está asociado a la Facultad de Derecho de la Universidad de Gante. Es asesor de la junta académica del Rothbard Instituut de Amberes.

## Filosofía
Van Dun publicó su libro Het Fundamenteel Rechtsbeginsel (holandés para El Principio Fundamental de la Ley) en 1983. En este libro se argumenta que una respuesta racional convincente a la pregunta "¿qué es la ley?" sólo puede encontrarse respetando el diálogo y la argumentación. Por lo tanto él se adhiere a la ética de la argumentación para justificar la sociedad de ley privada o anarcocapitalismo. Partiendo de esta premisa, Van Dun sostiene que cada persona física (individual) tiene un reclamo lícito sobre su vida, libertad y propiedad. Esta afirmación es absoluta, en la medida en que no prohíbe actos equivalentes de otra persona física, es decir, en la medida en que la argumentación se respeta. 
Van Dun distingue claramente lícito (ius) y legal (lex). En su punto de vista, los sistemas de derecho positivo occidental reducen a las personas a ser recursos humanos, personas jurídicas de carácter meramente legal. El derecho positivo se define legal, pero solo puede ser lícito en la medida que los individuos tienen derecho a la secesión completa del marco institucional que hace el derecho positivo. De esto lógicamente se deduce que ningún juez puede ser impuesto a una persona que esté dispuesta a buscar una solución lícita para cualquier conflicto. 
Van Dun afirma que la interpretación correcta del principio de no agresión (PNA) es praxeológica más que física, porque la propiedad es un "medio de acción". Él afirma que la libertad precede propiedad en lugar de 
la libertad como propiedad. Esto implica que no necesariamente sólo la acción última en la cadena de causalidades sociales es ilegal. Teniendo en cuenta los siguientes ejemplos: 
- Con respecto al cerco de tierra, un PNA praxeológico podría implicar una "condición de libertad", cuando el propietario de los terrenos cercados se niega a discutir una solución razonable.
- En cuanto a los derechos de autor, un PNA praxeológico implica que el uso de una firma (como expresión del "medio de acción" del propio cuerpo) razonablemente puede considerarse más importante que la libertad física de copiar exactamente la firma de otra persona con el propio papel y tinta.
- En cuanto a la libertad de expresión, un PAN praxeológico podría implicar que es ilícito para una persona ordenar un acto ilícito, por ejemplo, un general ordenando un asesinato de alguien dispuesto a buscar soluciones legales.

La interpretación de la libertad precede propiedad del PNA no es ampliamente aceptada dentro de la comunidad libertaria. Por ejemplo, Walter Block se adhiere a la interpretación de la libertad como propiedad.

## Lobby del tabaco
El 8 de junio de 2010 en el artículo Le lobby du tabac recrutait des profs d'unif el periódico belga Le Soir publicó que entre 1988 y 2000 los cientistas belgas Frank Van Dun y Marcel Javeau fueron pagados por el lobby del tabaco a través del grupo Associates for Research in the Science of Enjoyment (ARISE). En la revista belga Eos-magazine Frank Van Dun respondió que mientras realmente dio dos exposiciones para ARISE en las que presentó sus puntos de vista, no le pagaron para hacerlo y nunca ha sido miembro de ARISE. Legacy Tobacco Documents Library contiene un documento que menciona a Van Dun como un "asociado".

## Libros
- Het fundamenteel rechtsbeginsel (‘The Fundamental Principle of Law’) (1983) (Holandés 2008 versión PDF (enlace roto disponible en Internet Archive; véase el historial, la primera versión y la última).)
- Crash en Depressie (1988) (‘Crash and Depression’) ISBN 90-72435-01-X
- De utopische verleiding (‘The Utopian Enticement’), con Hans Crombag, 1997) ISBN 90-254-2466-X
- Mens, burger, fiscus (‘Man, Citizen, Taxes’, 2000) ISBN 90-423-0125-2
- Over leven en recht (‘About Life and Law’, editor, 2004) ISBN